# Старовокзальна вулиця (Київ)
Старовокза́льна ву́лиця — вулиця в Шевченківському районі міста Києва, місцевості Арештантські городи, Євбаз. Пролягає від Галицької площі та вулиці Саксаганського до Скомороської вулиці.
Прилучаються Жилянська вулиця і прохід до залізничних вокзалів Київ-Пасажирський і Київ-Приміський.

## Історія
Вулиця виникла у 2-й половині XIX століття під назвою Степа́нівська. 1910 року початковим кварталом вулиці було прокладено трамвайні колії (зняті 1959 року). Сучасна назва — з 1939 року, оскільки вулиця виходила на площу до колишнього тимчасового київського вокзалу (1913–1932), до якого вела вулиця (назву підтверджено 1944 року). Під час нацистської окупації міста у 1941–1943 роках вулиця мала старе найменування Степанівська.
Кінцева частина Старовокзальної вулиці двічі підлягала реконструкції — у 1-й третині XX століття (внаслідок чого зникла Тамо́женна ву́лиця, що простягалася перпендикулярно до Старовокзальної вулиці, вздовж річки Либідь; назва — від міської митниці, що знаходилася на ній), і наприкінці 1980-х років, коли по вулиці було прокладено трамвайну колію, в кінці її влаштовано площу, до якої виведено також сучасну Скомороську вулицю (до того часу пролягала до тупика).

## Пам'ятники та меморіальні дошки
У подвір'ї будинку № 17 (супермаркет «Фуршет») знаходився пам'ятник В. І. Леніну (скульптор Е. Фрідман), зведений у 1946 році для заводу «Ленінська кузня». 22 лютого 2014 року його було зруйновано «невідомими».

## Забудова
Вулиця зберегла частину забудови межі XIX-ХХ століть. Це, зокрема, будинки № 7, 9, 12, 13 (побудований у 1892–1893 роках), 14, 17 (будинок будувався як складова частина корпусів Південноросійського заводу, архітектор ймовірно В. Городецький), 18 та 22. Будинок № 14/16 — збудований у 1930-х роках (гуртожиток заводу «Ленінська кузня»).

## Зображення

Пам'ятник В. І. Леніну на колишній території заводу «Ленінська кузня»